# Ліліан Коупленд
Ліліан Дроссін, змінила на Коупленд (англ. Lillian Copeland; 24 листопада 1904 — 7 липня 1964) — американська легкоатлетка, метальниця диска. На олімпійських іграх 1928 року виграла срібну медаль з результатом 37,08 м. Виграла золоту медаль на Олімпіаді 1932 з олімпійським рекордом — 40,58 м. Триразова переможниця Маккабіади 1935 року. Бойкотувала олімпійські ігри 1936 року у зв'язку з антиєврейською політикою Третього Рейху.
За свою кар'єру встановила 3 світових рекорди в метанні списа, які, проте, не ратифіковані IAAF.

## Життєпис
Народилася в Нью-Йорку в єврейській родині іммігрантів з Польщі. Ліліан Дроссін змінила прізвище на Коупленд, коли її мати знову одружилася після смерті її батька.
Після Олімпіади 1928 року вступила до університету Південної Каліфорнії на юридичний факультет і тому до 1931 року не виступала на змаганнях.
У 1979 році була посмертно введена в єврейський спортивний зал слави.